# Jan Dobeš (kreslíř)
Jan Dobeš (21. prosince 1845 Horní Radechová – 30. ledna 1926 Modřany) byl český učitel, kreslíř a ilustrátor. Působil převážně v Náchodě (1873–1887) a Červeném Kostelci (1887–asi 1899). Účastnil se vedení učitelských, divadelních a jiných občanských spolků. Vytvořil množství diplomů a pamětních listů. Svými kresbami ilustroval řadu vlastivědných a přírodopisných publikací.

## Život
Podle údaje v matrice se narodil 21. prosince 1845 v Horní Radechové u Náchoda jako syn mlynáře, i když v životopisech se objevuje rovněž datum 22. prosince. Jeho otec byl podnikavý, vedle hlavního zaměstnání také vyráběl tkalcovské stavy a pily, opravoval stroje a nábytek. Početná rodina díky tomu nežila v nouzi. Mladý Jan chodil do dvanácti let do školy v rodné obci. Dobře se učil a ve volném čase pořádal hry pro spolužáky. Také se u něj projevovalo výtvarné nadání — kreslil obrázky a vytvářel důmyslné hračky ze dřeva, hlíny a kamenů.
Další vzdělání získal v náchodské nižší reálce, odkud přestoupil na vyšší reálku v Kutné Hoře. Tam na něj měl silný vliv akademický malíř František Bohumír Zvěřina. Vzdělání ukončil učitelským kurzem na vyšší reálce v Praze, kde na tamního učitele kreslení Adolfa Weidlicha udělal takový dojem, že mu jako jedinému žáku nabídl soukromé hodiny. Roku 1866, po složení zkoušek, získal oprávnění vyučovat na nižších reálkách v oboru technickém. Téhož roku v létě, těsně po prusko-rakouské válce, hrál v Hronově s přáteli divadlo.
Získat učitelské místo bylo v té době obtížné. Dobeš proto v prvních letech působil jako soukromý vychovatel. Rok strávil u Freyových v Praze, tři roky u ředitele cukrovaru K. Siemense v Čáslavi a tři roky u rytíře Horského v Býchorech na Kolínsku. Zapojil se zde také do veřejného života. Například v Čáslavi hrál a vytvářel dekorace v místním Dusíkově divadle a účastnil se činnosti čtenářské besedy.
Roku 1872 byl přijat jako učitel vyšší dívčí školy v Mladé Boleslavi. Nabízeli mu i místo ředitele, ale protože se jednalo o městskou (nikoli státní) školu, která neposkytovala příliš jistot, odmítl a již o rok později se odstěhoval do Náchoda. Tam strávil následujících čtrnáct let. Vedle svého hlavního zaměstnání byl veřejně činný. V rámci náchodské učitelské jednoty Komenský pořádal přednášky – např. s ukázkami experimentální fyziky (1875), o telefonu (1878), o perspektivě (1879) nebo o vodě a páře (1879); v tomto spolku byl také zvolen místopředsedou a roku 1881 předsedou zábavního výboru; r. 1887 je uváděn jako předseda. Byl též ředitelem ochotnického divadla a v jeho rámci přispíval na dobročinné účely, např. na pomoc chudým žákům nebo na doplnění knihovny. Stal se rovněž předsedou čtenářské besedy, místního odboru Ústřední matice školské a členem župní jednoty hasičů. Byl také zvolen do obecního zastupitelstva. Ochotně vytvářel výtvarně pečlivě zpracované „adresy“ (věnování) a diplomy k různým příležitostem (viz sekci Dílo). Rád také cestoval a prováděl hosty, například po Krkonoších.
V Náchodě také řadu let působil jako soukromý učitel Šarloty Schaumbursko-Lippské (pozdější manželky posledního württemberského krále Viléma II.). Roku 1883 se rovněž stal učitelem kreslení na náchodské tkalcovské škole a o prázdninách následujícího roku vedl pedagogicko-didaktický kurs kreslení pro učitele textilních škol.
Roku 1887 byl přeložen na měšťanskou školu v Červeném Kostelci. 11. srpna se s velkou slávou rozloučil s náchodskými občany a odstěhoval se do nového působiště. O dva roky později byl jmenován ředitelem. Protože byl finančně dobře zajištěný, nechal si tam vybudovat vilu se zahradou podle návrhu architekta Edmunda Chaury. I zde se účastnil veřejného života – byl např. ředitelem ochotnického divadla a členem výboru sokolské jednoty. Ve volbách do říšské rady r. 1897 byl jmenován volebním komisařem pro V. kurii (všeobecnou); po vyhlášení výsledků se stal spolu s několika dalšími městskými funkcionáři terčem útoku rozvášněných dělníků, voličů neúspěšných sociálních demokratů, a na jeho vile bylo rozbito několik oken.
V roce 1898 byl jmenován školdozorcem (školním inspektorem) pro českojazyčné školy v okresech Náchod, Nové Město nad Metují, Broumov a Trutnov. Brzy se také přestěhoval zpět do Náchoda a svou kosteleckou vilu nabídl už následujícího roku k prodeji. V říjnu 1903 si při nevydařeném skoku přes příkop zlomil nohu. O dva roky později byl v Náchodě předsedou výboru, který uspořádal benefiční výstavu prací převážně amatérských výtvarníků na podporu Ústřední matice školské. Pak odešel do penze a odstěhoval se nejprve na Král. Vinohrady (1906), později na Zbraslav (1907).
Zemřel 30. ledna 1926 v Modřanech (dnes část Prahy) a byl tam také pohřben.

## Dílo

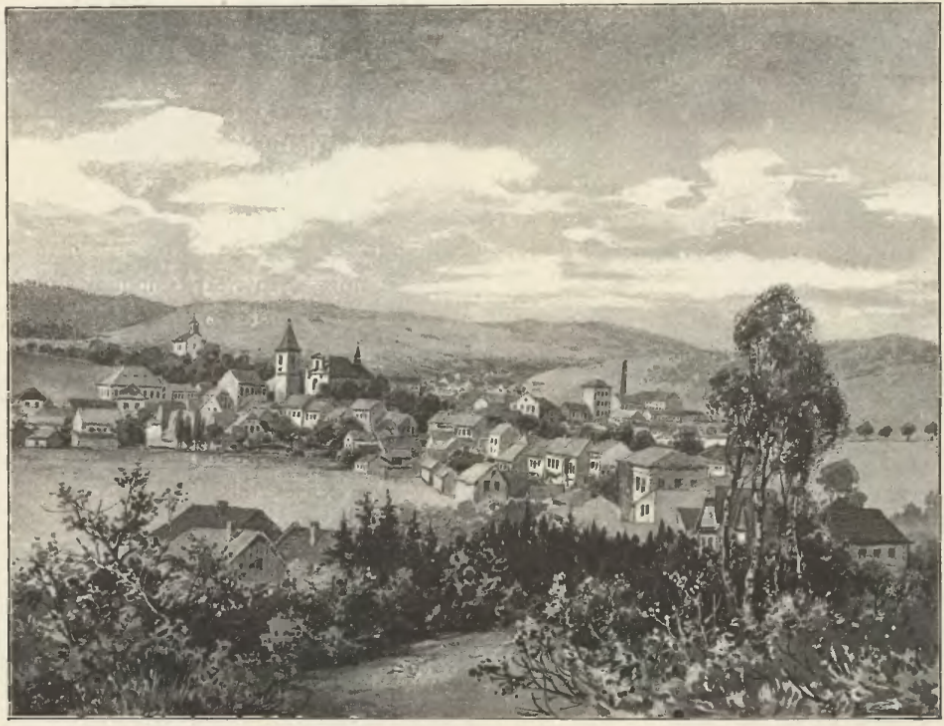
Červený Kostelec — ilustrace v Ottově vlastivědné encyklopedii Čechy

Proslavil se zejména kresbami. Zprvu je tvořil jen pro vlastní potřebu, ale díky pomoci ředitele náchodských škol J. K. Hraše se mu podařilo s nimi oslovit veřejnost. Byl autorem řady „adres“ (ozdobných věnování), např. pro broumovského opata Jana Rottera, historika V. V. Tomka, sokolského vůdce Miroslava Tyrše a další. Ohlas mělo přání císaři Františku Josefovi k padesátým narozeninám (1880), které vytvořil pro náchodskou učitelskou jednotu „Komenský“, a o rok později ještě honosnější blahopřání korunnímu princi Rudolfovi k jeho sňatku s princeznou Štěpánkou. Nakreslil také asi 30 portrétů. Roku 1891 vystavoval některé své práce na jubilejní zemské výstavě v Praze a byl jedním z účastníků oceněných stříbrnou medailí (ve skupině XXIII. – Školství).
Byl autorem těchto knižně vydaných publikací:
- Album města Náchoda a okolí (před r. 1882)[3]
- Vycházka na Krkonoše (1884)

Dále ilustroval např.:
- Jan Havelka: Obrázky ze přírody (1884–1888)
- Stanislav Řehák: Z přírody (1883–1888)
- Václav Petrů: Na Křemešník! (1885)
- Josef Soukal: Památnosti západní Moravy (1885)
- Antonín Josef Zavadil: Památky královského horního města Hory Kutné (1886)
- Antonín Svoboda: Nové Město nad Metují a nejbližší jeho okolí (1887)
- Čeněk Kalandra: Od Sázavy ku Labi (1887)
- Čeněk Kalandra: Škůdcové našich lesů a sadů (1890)
- Kliment Čermák: Mladým duším. Výpravy mladých starožitníků (1892)

Byl rovněž jedním z ilustrátorů rozsáhlých děl Hrady, zámky a tvrze království Českého (August Sedláček) a Čechy (sestavil Jan Otto).